# Siergiej Majzel
Siergiej Osipowicz Majzel (ros. Сергей Осипович Майзель, ur. 15 grudnia?/27 grudnia 1882 w Petersburgu, zm. 5 lipca 1955 w Moskwie) – radziecki fizyk.

## Życiorys
Urodził się w rodzinie lekarza Osipa (Iosifa) Majzela i Sofii Antik (zmarłej wkrótce po urodzeniu syna). W 1906 ukończył studia na Uniwersytecie Petersburskim, w 1909 był stażystą na Uniwersytecie w Getyndze. Od 1906 do 1930 pracował jako inżynier w Petersburskim/Leningradzkim Instytucie Górniczym, jednocześnie od 1908 do 1918 wykładał na wyższych kursach żeńskich, od 1911 jako profesor. Od 1920 pracował w Instytucie Optycznym, w 1930 przeniósł się do Moskwy, gdzie do 1952 pracował we Wszechzwiązkowym Instytucie Elektrotechnicznym i od 1932 jednocześnie w Moskiewskim Instytucie Energetycznym. W 1922 został kandydatem, a w 1938 doktorem nauk technicznych. W 1924 brał udział w ustalaniu pierwszych w ZSRR standardów siły światła. Prowadził szereg badań naukowych z zakresu stroboskopii, widzenia stereoskopowego, fotometrii i zaciemniania. Jako pierwszy przedstawił współczesną teorię widzenia barw i opracował system kolorometryczny. Wiele prac poświęcił zagadnieniom oświetlania dzieł sztuki, obiektów architektonicznych kolorowego oświetlenia obiektów przemysłowych, budynków mieszkalnych i użyteczności publicznej. Brał udział w podejmowaniu decyzji dotyczących oświetlenia Ermitażu, Galerii Tretiakowskiej, moskiewskich stacji metra, gwiazd na Kremlu, mauzoleum, Teatru Armii Radzieckiej i innych obiektów. Podczas wojny z Niemcami pracował nad nowymi metodami oświetlenia bojowego i zaciemniającego w lotnictwie, marynarce wojennej i wojskach inżynieryjnych. W 1946 został nagrodzony Nagrodą Stalinowską za projekt architektoniczny wnętrz Mauzoleum Lenina. Od 1947 należał do WKP(b). Został pochowany na Cmentarzu Wwiedieńskim.

## Odznaczenia i nagrody
- Order Lenina (dwukrotnie)
- Order Świętego Stanisława III klasy
- Nagroda Stalinowska II stopnia (1946)
- Medal 800-lecia Moskwy
- Medal „Za ofiarną pracę w Wielkiej Wojnie Ojczyźnianej 1941–1945”
- Medal „Za obronę Moskwy”